# César Damiani
Pour les articles homonymes, voir Damiani.
Pas d'image ? Cliquez ici

a Compétitions nationales et continentales officielles uniquement.

Dernière mise à jour le 5 octobre 2024.
César Damiani, né le 9 octobre 1986 à Toulon, est un joueur français de rugby à XV qui évolue au poste de deuxième ligne.

## Biographie
En 2017, il signe un  contrat de trois saisons avec le Stade montois.
En septembre 2024, il s'engage au Rugby club dignois.